# Paul Pointel
 Paul Pointel   (né le 20 janvier 1828 à Saint-Servan et mort dans la rade de Port-Saïd le 22 février 1870) est un officier de marine et maire de Saint-Servan de 1866 à 1869.

## Biographie

### Famille
Paule Pointel est le fils de Paul François Pointel, capitaine au long cours, et de Marie Françoise Protet mariés en 1820. Il est le petit-fils de Luc-François Pointel (1754-1809), maire de Saint-Servan et d'Alexandre Protet. Sa sœur Marie Eugénie est la mère de Mgr Eugène Le Fer de La Motte, futur évêque de Nantes.

### Carrière
Il entre dans la marine en 1843, aspirant le 1er août 1845 il est fait chevalier de la Légion d’Honneur le 19 décembre 1847.
Affecté au port de Brest le 1er septembre 1849 Lieutenant de Vaisseau le 1er décembre 1855 promu officier de la légion d'Honneur le 15 août 1858 . Il rentre dans la vie civile en 1860 et devient adjoint au maire de Saint-Servan en 1865. 
Nommé maire de Saint-Servan par décret impérial du 22 août 1866 après le décès de Édouard Michel Gouazon. Il entre en fonction le 1er septembre. Conseiller général de Saint-Servan le 7 octobre 1866. Il se démet de ses fonctions  en 1869 pour assurer le commandement du navire qui transporte l'Impératrice Eugénie et l’Empereur d'Autriche en Égypte pour l'inauguration du Canal de Suez. Sur place il assure le commandement du Canal à Port Saïd et meurt de maladie dans la rade de Port-Saïd dès le 22 février 1870.
Il avait épousé  Julie Vail dont un fils Paul Jules Laurent (1860-1939) qui fera carrière dans l'artillerie de Marine.

## Source
- Gilles Foucqueron, Saint-Malo 2000 ans d'histoire, édité par lui même, Saint-Malo, 1999,  (ISBN 9782950030450), tome II, p. 1223.